# Evelyn Preer
Evelyn Preer, née Evelyn Jarvis le 16 juillet 1896 à Vicksburg (Mississippi) et morte le 27 novembre 1932  à Los Angeles, est une comédienne et pionnière afro-américaine au théâtre et au cinéma ainsi que chanteuse de blues, active depuis les années 1910 jusqu'à sa mort. La communauté noire l'appelait "The First Lady of the Screen".
Elle fut la première actrice noire à gagner la célébrité et la popularité. Elle est apparue dans des films et des productions théâtrales d'avant-garde, comme dans la première pièce d'un auteur noir à être produite à Broadway et aussi dans la première production californienne « New York-style » avec un casting noir, en 1928, dans une reprise de Rain, une pièce adaptée de la nouvelle de Somerset Maugham.

## Biographie
Evelyn Jarvis quitte le Mississippi avec sa mère pour Chicago quand son père meurt prématurément. C'est là qu'elle termine sa scolarité.
Elle commence sa carrière dans des vaudevilles et des spectacles de ménestrels et modifie son nom de famille en Preer.
À 23 ans, elle obtient son premier rôle au cinéma en 1919 dans The Homesteader, le premier film d'Oscar Micheaux. Micheaux promeut Preer comme son actrice principale par une tournée où elle est présentée personnellement et par une campagne de publicité. Son rôle le plus célèbre sera en 1920 dans Within Our Gates qui est le seul film subsistant de Micheaux où Evelyn Preer apparaît.
Micheaux, qui était surnommé le « père du cinéma afro-américain » a conçu développé nombre de ses films ultérieurs afin de mettre en valeur la polyvalence extraordinaire de Preer. Il s'agit notamment The Brute (1920), The Gunsaulus Mystery (1921), Deceit (1923), Birthright (1924), The Devil's Disciple (1925), The Conjure Woman (1926) et The Spider's Web (1926). Tous ces films de Micheaux sont présumés perdus. Preer a été salué par la presse tant noire que blanche pour sa capacité à réussir en permanence dans des rôles de plus en plus difficiles. Elle est connue pour avoir refusé de jouer des rôles qu'elle estimait humiliant pour les Afro-Américains.
Preer rencontre son futur mari, Edward Thompson, quand ils jouaient tous deux avec les Lafayette Players à Chicago. Ils se marient en 1924 à Nashville, au Tennessee.
En avril 1932, Preer donne naissance à son unique enfant, une fille, Edeve Thompson. Développant des complications post-accouchement, Preer meurt d'une double pneumonie à Los Angeles, à l'âge de 36 ans.
Son mari, Edward Thompson, continue de jouer dans de nombreux films du genre « race film » dans les années 1930 et 1940. Il meurt en 1960. Leur fille est entrée dans les ordres catholiques et est connue sous le nom de Sœur Francesca Thompson. Elle est devenue vice-doyen à la Fordham University à New York.

## Filmographie
- 1919 : The Homesteader d'Oscar Micheaux
- 1920 : Within Our Gates d'Oscar Micheaux
- 1920 : The Brute d'Oscar Micheaux
- 1921 : The Gunsaulus Mystery d'Oscar Micheaux
- 1923 : Deceit (en) d'Oscar Micheaux
- 1924 : Birthright d'Oscar Micheaux
- 1926 : The Devil's Disciple (en) d'Oscar Micheaux
- 1926 : The Conjure Woman (en) d'Oscar Micheaux
- 1926 : The Spider's Web d'Oscar Micheaux
- 1928 : The Wedding March (non créditée)
- 1928 : The Framing of the Shrew
- 1928 : Oft in the Silly Night
- 1929 : Melancholy Dame (en)
- 1930 : Georgia Rose
- 1931 : Ladies of the Big House
- 1932 : Blonde Vénus de Josef von Sternberg (non créditée)

## Films subsistants
Seuls quatre films subsistants d'Evelyn Preer sont connus, Within Our Gates d'Oscar Micheaux et trois courts-métrages, The Framing of the Shrew (1928), Melancholy Dame (1928) et Oft in the Silly Night (1928), ces trois derniers produits chez Al Christie Production.